# Каламун (хребет)
Каламун (араб. القلمون‎) — горный хребет, который является северо-восточной частью хребта Антиливан. Хребет простирается вдоль границы Сирии и Ливана. Основная часть хребта находится на сирийской стороне. На юго-западе хребет ограничивается долиной реки Барада, а на северо-востоке — городом Хисья.

## Население

### Сирия
Бо́льшая часть городов находится вдоль границы с Ливаном — Западном Каламуне.

### Ливан
На ливанской стороне хребта расположено несколько небольших поселений.

## Гражданская война

### Западный Каламун
Во время гражданской войны в Сирии горы стали пристанищем для антиправительственных боевиков, в том числе и членов экстремистских организаций ИГ и Фронт ан-Нусра. Боевики занимали территорию как на сирийской, так и на ливанской стороне границы. Основные укрепления на ливанской стороне были в Арсале и Рас Баальбеке. Эту территорию боевики использовали для ввоза контрабандного оружия в Сирию. Боевики также создавали опасность для передвижения сирийской армии между Дамаском и побережьем Средиземного моря.
Во время захвата ливанского Арсаля в 2014 году в городе оставалось около 30 ливанских солдат и полицейских. Четверо были убиты, один скончался от ранений, а 16 человек были выданы Ан-Нусрой в декабре 2015 года, а судьба 9 человек оставалась тайной. С 2013 года в разные периоды Сирийская армия, Ливанская армия и вооружённая ливанская группировка Хезболла проводили операции в Западном Каламуне. В результате последней операции, проводимой в 2017 году, вся граница была очищена от боевиков. Сдавшиеся боевики ИГ были отправлены в мухафазу Дейр-эз-Зор, в обмен они предоставили сведения о судьбе пленённых в Арсале в 2014 году 9 солдат. Члены других группировок были отправлены в мухафазу Идлиб и в Восточный Каламун.

### Восточный Каламун
В Восточном Каламуне антиправительственные боевики располагались в городах Думайр, Джайруд и Эр-Рухайба. Самые активные группировки в Восточном Каламуне — Джейш аль-Ислам, Файлак ар-Рахман и Бригада Ахмада аль-Абдо. В 2018 году Восточный Каламун был окружён правительственными войсками, и 25 апреля взят ими под контроль.